# Задорожній Іван Васильович
Іва́н Васи́льович Задоро́жній (5 липня 1992 — 20 січня 2015) — солдат Збройних сил України.

## Життєпис
Виріс в сільській родині, навчався у Безпечній, закінчив місцеву ЗОШ. Згодом здобув професію водія, працював в ТОВ «АТК», служив у лавах ЗСУ. Демобілізувавшись, влаштувався на Бердичівський маслозавод.
В часі війни мобілізований, від повістки не ухилявся, направлений у 30-ту механізовану Новоград-Волинську бригаду. Рік прослужив у зоні бойових дій, автомобілем перевозив набої, вантажі, продукти харчування. Демобілізувавшись, приїхав додому та повернувся на попереднє місце роботи.
Планував восени 2015-го відгуляти весілля. Помер від хвороби, якої зазнав, перебуваючи в зоні бойових дій.
Без Івана лишились батьки.

## Вшанування
- 29 червня 2016-го у селі Безпечна відкрито меморіальну дошку Івану Задорожньому[1].